# Luís de Bolaños
Luís de Bolaños, foi um franciscano, pioneiro na evangelização dos guaranis no Paraguai, traduziu uma versão do catecismo para língua guarani. Durante mais de cinquenta anos, se dedicou à evangelização dos guaranis. Nasceu em Marchena, localidade situada a 59 Km de Sevilha (Espanha) em 1550 e morreu em Buenos Aires (Argentina) em 11 de outubro de 1629.

## Biografia
Na época do descobrimento da América, os franciscanos eram a maior ordem religiosa da Igreja Católica.
- 1572: no dia 17 de outubro, quando ainda era diácono, foi enviado como missionário para a América Latina na expedição comandada por Juan Ortiz de Zárate. Dentre os integrantes dessa expedição, merece destaque: Alonso de San Buenaventura;
- 1575: no dia 8 de fevereiro, chegou à Assunção com outros 22 franciscanos;

A partir desse ano, juntamente com o padre Alonso de San Buenaventura, começou a evangelizar os guaranis que viviam nas proximidades de Assunção, na região situada entre os rios Jejuí e Ypané. Nos primeiros cinco anos atuaram de modo intinerante.
- 1580: fundaram a primeira redução, no local onde atualmente está localizado o município de "Los Altos de Ybytyrapé", a 40 km de Assunção, que em pouco tempo agruparia cerca de quatrocentos guaranis, que recebeu o nome de "São Lourenço de los Altos".

A opção por formar reduções, ocorreu como resposta às dificuldades de evangelizar povos nômades, como eram os guaranis na época. Nesse contexto, os missionários decidiram criar povoados estáveis (reduções), que possibilitariam a integração dos guaranis ao Império Espanhol e à Igreja Católica. Nesses povoados, os guaranis recebiam lições sobre a doutrina cristã, eram alfabetizados, recebiam lições de agricultura, pecuária e artesanato;

Em 1580, Bolaños também ajudou a fundar as reduções de "San Francisco de Atyra" e de "Todos los Santos de Guarambaré".
- 1582: foram enviados à região do Guayrá que atualmente corresponde ao oeste do Estado do Paraná. Nessa região, dois jovens que moravam na região, se integraram à missão: Juan Bernardo Colmán, que seria o primeiro mártir nascido no Paraguai e Gabriel de Guzmán[2].
- 1583: fundou a redução de "Tobatí";
- 1585: fundou a redução de "San Blas de Itá", onde atualmente está localizado o município de Itá hoje conhecida como a cidade do Cântaro e do Melaço, pois desde de a época dos franciscanos aquela localidade se notabilizou pela fabricação de cântaros de argila e de melaço de cana de açúcar[1].
- foi ordenado como sacerdote, pelo bispo dominicano Alonso Guerra;
- 1586: era o superior do convento franciscano de Assunção;
- 1589: voltou a trabalhar nas reduções com guaranis. Sob a sua liderança, os franciscanos fundaram 14 reduções;
- 1603: sua tradução do catecismo em língua guarani foi aprovada;
- 1607: fundou a redução de "San José de Caazapá";
- 1611: fundou a redução de "San Francisco de Yuty";
- 1615: fundou a redução de "Pura y Limpia Concepción de Nuestra Señora de Itatí"[1].
- 1618: foi deslocado para o convento franciscano de Buenos Aires.[3] [4]

### Obras sobre Bolaños
Dentre as biografias de Bolaños, merecem destaque:
- "Fray Luis Bolaños : apóstol del Paraguay y Río de la Plata", do franciscano argentino Buenaventura Oro, publicada em 1934;

- "Fray Luis Bolaños, Apóstol del Paraguay y Río de la Plata", do franciscano Contardo Miglioranza, publicada em 1993;

- "El Hechicero de Dios, Fray Luis Bolaños", de Margarita Duran Estragó, publicada em 1995[2] [5].